# Tvärvall
Tvärvall, eller travers, var en inre anlagd skyddsvall i en befästning som skulle skydda mot sido- och ryggeld. Särskilt de vinkelrätt mot bröstvärnet liggande skyddsvallarna mellan kanonerna i batterier och fort, som avsåg att begränsa den fientliga eldens verkan och direkt skydda mot beskjutning från sidan.
Under 1870- och 1880-talen ingick dessutom i de tyska forten en stor så kallad kapitaltravers. Tvärvallen, som vanligen uppfördes av jord, men ibland även försågs med väggar och täckning av betong, fick inte gärna höja sig över det framförliggande bröstvärnet, för att inte bli en alltför god siktpunkt. Men å andra sidan gav en lägre höjd ett mindre tillfredsställande skydd mot kastelden. Krönet gjordes horisontellt och sidosluttningarna så branta som möjligt. I fältbefästningar leddes innergraven bakom tvärvallen.
Tvärvallens konstruktion var beroende av den eld man ville att den skall kunna motstå. I permanenta befästningar förlades tvärvallar helst mellan samtliga pjäser i öppen vallgång. I tvärvallarna byggdes skyddsrum för servis, ammunition, förbindelser till undre våningar med mera. Sådana tvärvallar kallades håltraverser. En tvärvall utan inre hålrum kallades fulltravers.